# Roststrupig flugsnappare
Roststrupig flugsnappare (Ficedula rufigula) är en fågel i familjen flugsnappare inom ordningen tättingar.

## Utseende och läte
Roststrupig flugsnappare är en liten flugsnappare. Hanen har roströd strupe, vit buk och mörkgrått på ovansida och huvud. Honan är mer färglös under, med ett ljust streck mellan öga och näbb samt brunt på rygg, vingar och övergump. Den skiljer sig från den större arten sulawesiflugsnappare genom den vita buken och rostrött på hakan. Frånvaro av vitt ögonbrynsstreck och mörkare ovansida skiljer den från vitbrynad flugsnappare. Grått huvud och inget orange mellan näbb och öga skiljer den från lompobattangflugsnapparen. Sången är en mycket ljus och tunn vissling, "tsee-tsoo" eller "tsee-tsoo-tsee". Även tjattrande ljud kan höras.

## Utbredning och systematik
Fågeln återfinns i låglänta regnskogar på Sulawesi. Den behandlas som monotypisk, det vill säga att den inte delas in i några underarter.

## Levnadssätt
Roststrupig flugsnappare hittas i skogar i låglänta områden och låga bergstrakter. Där ses den enstaka eller i par i tät undervegetation.

## Status och hot
Arten har ett stort utbredningsområde, men tros minska i antal till följd av skogsavverkningar. Den verkar dock klara sig i av människan påverkade miljöer och förekommer i lägre bergstrakter där avverkningarna inte är lika omfattande. Internationella naturvårdsunionen IUCN listar arten som nära hotad (LC).